# Municipio de Collier (Pensilvania)
El municipio de Collier (en inglés: Collier Township) es un municipio ubicado en el condado de Allegheny en el estado estadounidense de Pensilvania. En el año 2000 tenía una población de 5265 habitantes y una densidad poblacional de 143.2 personas por km².

## Geografía
El municipio de Collier se encuentra ubicado en las coordenadas 40°23′00″N 80°6′59″O / 40.38333, -80.11639.

## Demografía
Según la Oficina del Censo en 2000 los ingresos medios por hogar en la localidad eran de $41 989 y los ingresos medios por familia eran $50 469. Los hombres tenían unos ingresos medios de $41 667 frente a los $31 837 para las mujeres. La renta per cápita para la localidad era de $24 841. Alrededor del 6,4% de la población estaban por debajo del umbral de pobreza.